# دیوید پرینوسیل
 دیوید پرینوسیل (انگلیسی: David Prinosil؛ زاده ۹ مارس ۱۹۷۳) یک تنیس‌باز اهل آلمان است. 